# 小林たつよし
小林 たつよし（こばやし たつよし、1955年11月3日 - ）は、日本の漫画家。静岡県浜松市出身。本名、小林辰禎。静岡県立浜松西高等学校・中等部、明治大学政治経済学部卒。主に小学館の雑誌や刊行物を中心に執筆。

## 経歴
- 明治大学時代は漫画研究会に所属。
- 1978年、大学卒業後、プロ漫画家への登竜門である第4回小学館コミック大賞に初投稿し入選し、『週刊少年サンデー』でデビュー[2]。
- 1982年、第4回藤子不二雄賞に入選。以後、主に『月刊コロコロコミック』や小学館の学年別学習雑誌を舞台に活躍。
- 近著は2012年11月発売の小学館版学習まんが世界名作館 「クリスマス・キャロル」。

## 作品リスト
- ドラゴン拳『別冊コロコロコミック』1982年11月号-1984年4月号→『月刊コロコロコミック』1984年4月号-1985年12月号（全7巻）
- 秘拳伝説 獅子王伝『月刊コロコロコミック』1986年2月号-1987年5月号（全3巻）
- 仮面ライダーシリーズ（原作：石ノ森章太郎）
  - 仮面ライダーBLACK『月刊コロコロコミック』1987年10月号-1988年4月号、『てれびくん』
  - 仮面ライダーBLACK RX（原作：石ノ森章太郎）『てれびくん』
- リトルコップ『月刊コロコロコミック』1988年11月号-1991年4月号（全5巻）
- ファミコンCAP（全3巻）
- ゴジラvsビオランテ（原作：大森一樹、全1巻）
- めちゃんこウサ太『100てんコミック』
- フルメタルボクサー（原作：小田弘士）『週刊少年サンデー』1991年44号-1992年1・2合併号
- GET GOAL!大道
- 初恋探偵局
- ウィニングボールをあなたに~For You~
- Cross Zone
  - 地上の覇者
  - 蘇生〈キョンシーの場合〉
  - 海の記憶
  - 海の主釣り
- Jボーイたちへ　めざせ明日のJリーグ
- コンビニウォーズ バトラー英雄伝説（全2巻）
- シャーロックホームズ　まだらのひも
- 古事記・邪馬台国　the beginning of JAPAN
- 終着駅殺人事件
- まんが NHKスペシャル 地球大進化 46億年・人類への旅
  1. 生命の星 大衝突からの始まり
  2. 全球凍結
  3. 大海からの離脱
  4. 大量絶滅
  5. 大陸大分裂
  6. ヒト　果てしなき冒険者
- まんが 死闘!!恐竜王国 NHKスペシャル 恐竜VSほ乳類
- NHKその時歴史が動いた　コミック版 
  - 歴史の選択編
  - 昭和史 戦争への道編
- 仔鹿物語 まんが版
- 僕らのサッカー伝説
- まんがシャーロック・ホームズ全集 (小学館)
  1. 緋色の研究 (1996年)
  2. まだらの紐 (1996年)
  3. 恐怖の谷 (1997年)
  4. 四つの署名 (1997年)
  5. バスカヴィル家の犬 (1997年)
  6. ホームズ最後の事件 (1997年)
- がんばれブライアン (絵を担当)
- 劇場版 きかんしゃトーマス 魔法の線路 (小学館)
- アベベものがたり~Abebe Bikila~
- 植村直己~Uemura Naomi~
- リトル・モー~Maureen Connolly~
- ナイチンゲール~Florence Nightingale~
- ゲーリー・リネカー~Gary Lineker~
- ファーブル~Jan-Henri Casimir Fabre~
- バリーものがたり
- 賢者に学べ！~THE WISEMAN~
- 戦火のなか~the Pacific War of JAPAN~
- 学習まんが人物館（小学館）
  - エジソン (1996年)
  - 円谷英二 (1996年)
  - ナポレオン (2008年)
  - レオナルド・ダ・ヴィンチ (2010年)
  - 徳川家康 (2011年)
- 小学館　学習まんが 世界名作館 
  - 1　クリスマス・キャロル (2012年)
- 学習まんが はじめての日本の歴史
  - 7　激突する戦国大名（戦国時代）(2015年)
  - 8　天下の統一 (2015年)
- 小学館版科学学習まんが　クライシス・シリーズ
  - 動物のクライシス　1（2016年）
- 小学館版学習まんが 世界の歴史
  - 11　ナポレオンとつづく革命 (2018年)
  - 12　産業革命とアメリカの独立 (2018年)
  - 13　イタリアとドイツの統一 (2018年)

他多数。